# Waldshut-Tiengen
Waldshut-Tiengen är en stad i Landkreis Waldshut i regionen Schwarzwald-Baar-Heuberg i Regierungsbezirk Freiburg i förbundslandet Baden-Württemberg i Tyskland.
Staden ingår i kommunalförbundet Waldshut-Tiengen tillsammans med kommunerna Dogern, Lauchringen och Weilheim.